# Pseudopanax
Pseudopanax là chi thực vật có hoa trong họ Araliaceae.

## Hình ảnh

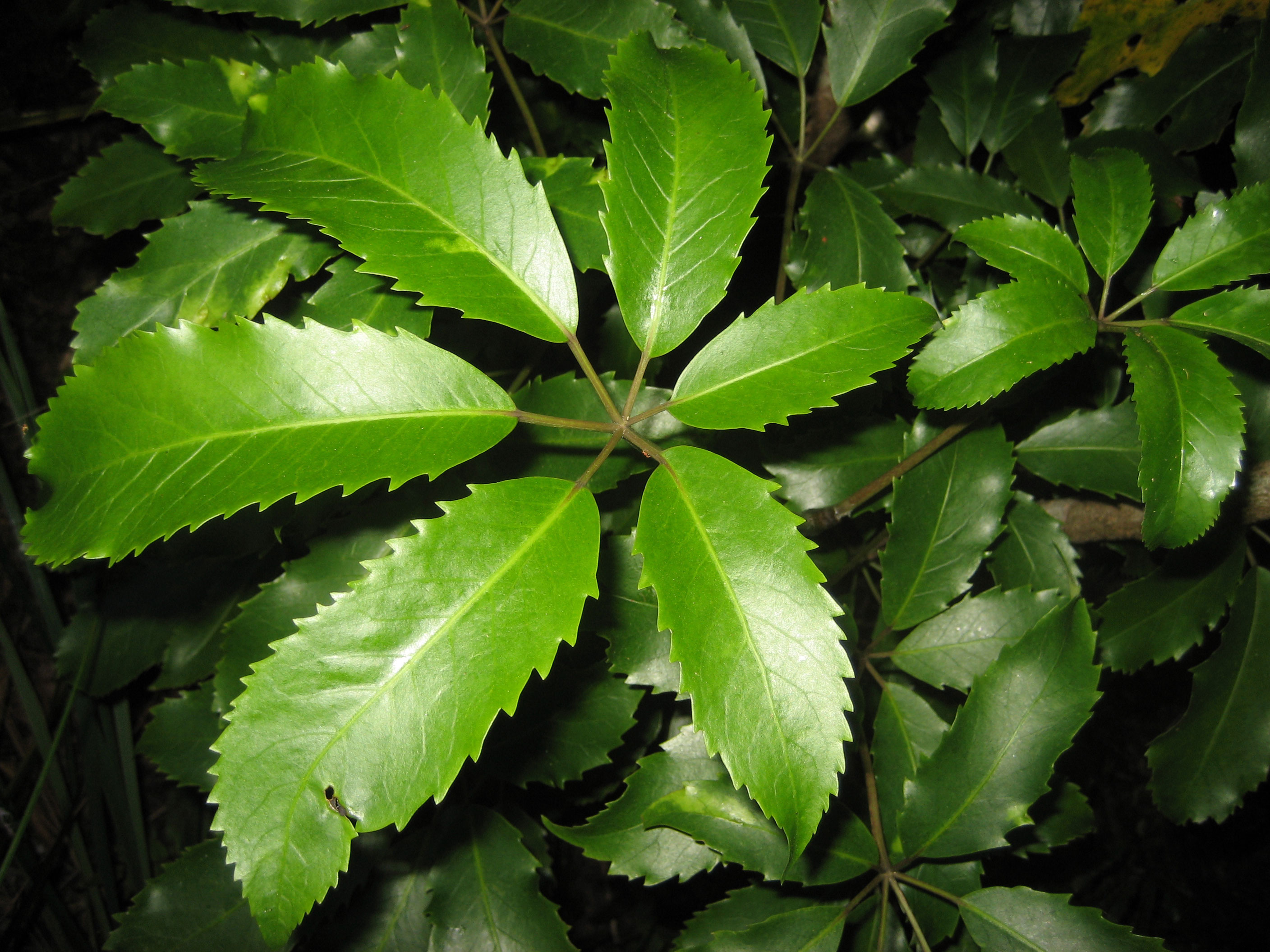
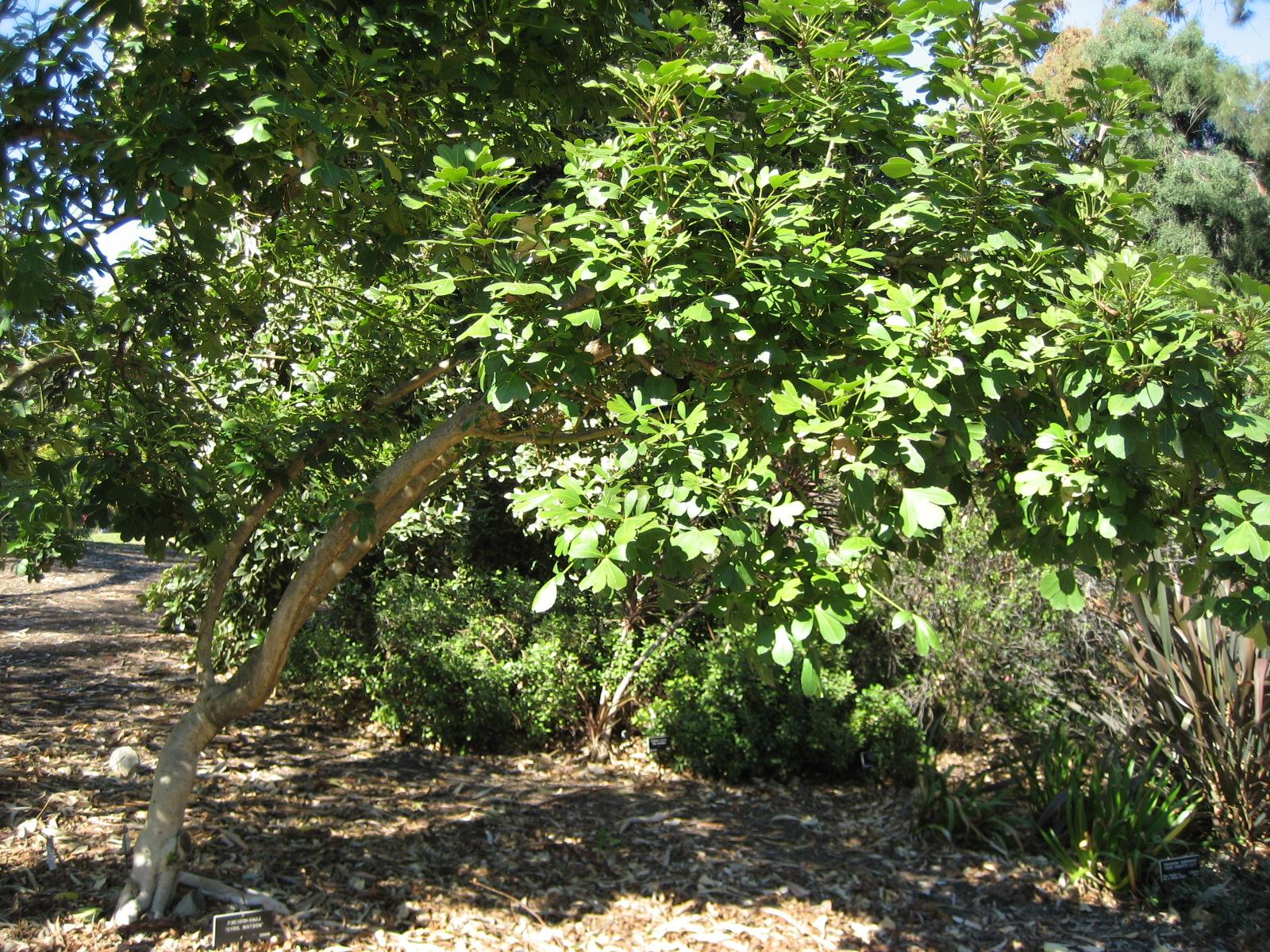
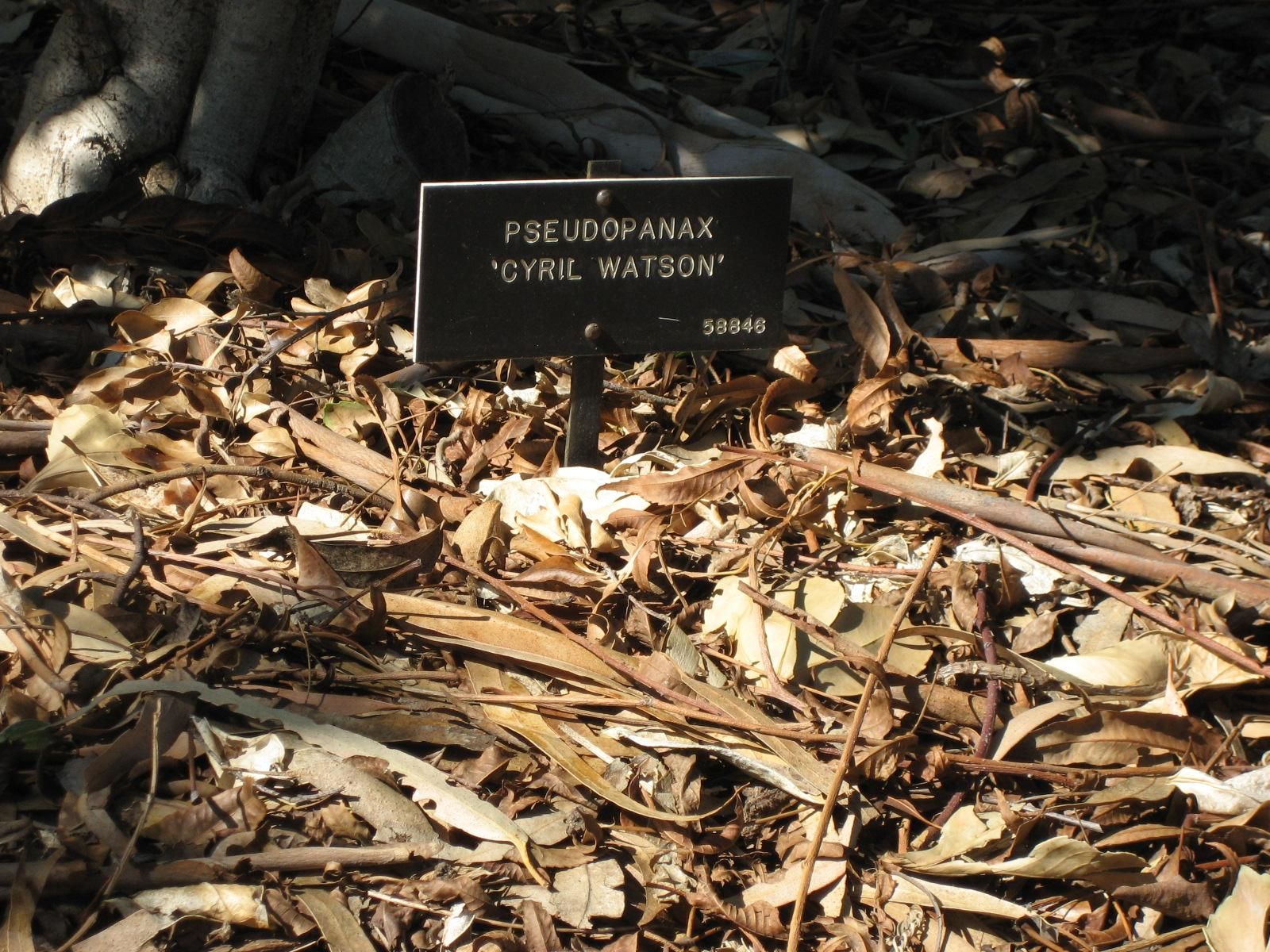